# Jovanka Broz
Jovanka Broz, geb. Budisavljević (Servisch: Јованка Будисављевић Броз) (Pećane, 7 december 1924 – Belgrado, 20 oktober 2013) was de vrouw van de Joegoslavische president Josip Broz Tito. Zij waren getrouwd van 1952 tot zijn dood in 1980, en tot haar dood woonde zij in de Servische hoofdstad Belgrado.

## Jeugdjaren
Jovanka werd geboren in een familie van vijf kinderen. Zij, haar zusjes Zora en Nada en haar broertjes Maksim en Pero werden in Pecani opgevoed door vader Milan en moeder Milica. Ze was heel jong toen haar moeder overleed en haar vader hertrouwde.
Toen zij zestien jaar was brak de Tweede Wereldoorlog uit en Kroatië werd een nazi-satellietstaat onder de Ustaša-regering. Deze vervolgde de vele Serviërs op Kroatisch grondgebied met als gevolg dat Jovanka en haar familie moesten vluchten. Haar huis brandde af.
Toen zij zeventien jaar was ging zij bij de Partizanen, die vochten voor de bevrijding van heel Joegoslavië. In partizanenkringen werkte zij als zuster en hielp bij de evacuatie van gewonden in Operation Rösselsprung, een Duitse aanval om de partizanenleider Tito te doden of gevangen te nemen. Het was de eerste keer dat zij Tito zag. Tot het einde van de oorlog werkte ze als zuster en raakte zelf tweemaal gewond.

## Leven met Tito
Het is niet helemaal duidelijk hoe een jong partizanenmeisje de vrouw van de Joegoslavische leider werd. Ook de datum van het huwelijk wordt betwist. Het was een geheime bruiloft die waarschijnlijk in 1951 of april 1952 plaatsvond. De locatie is evenmin bekend, er zijn beweringen die gaan over een villa in Ilok terwijl anderen het hadden over Čukarica, een stadsdeel van Belgrado. Minister Aleksandar Ranković en generaal Ivan Gošnjak waren getuigen op de bruiloft.
Kennissen van het koppel wisten dat Jovanka geen enkele invloed had op Tito's manier van regeren en Jovanka besteedde haar tijd vooral in het huishouden en het verzorgen van haar man. Ze kwam in opspraak toen zij volgens haar in de jaren 70 de ouder wordende Tito wilde beschermen tegen zijn tegenstanders. Haar vijanden vertelden echter dat zij juist zelf zich tegen Tito keerde. Vanaf deze tijd ging het tussen Tito en Jovanka slechter.
Er kwamen verschillende beschuldigingen tegen haar; dat ze een spion uit de Sovjet-Unie was, het lekken van staatsgeheimen, het ontslaan en aannemen van hoge politici, het deelnemen van een bezwering tegen Ranković en het plannen van een staatsgreep met Gošnjak.
Jovanka en Tito maakten veel staatsbezoeken over de gehele wereld, Jovanka ging echter niet meer mee vanaf 1975. Dit leidde tot veel geruchten. In april datzelfde jaar verhuisde Tito naar Beli Dvor, een paleis dat was gebruikt door de Servische koninklijke familie in het interbellum. Jovanka was voor het laatst in het openbaar gezien in 1977, op een receptie van de Noorse koning. Daarna verdween zij uit beeld, hiervoor werd geen officiële reden gegeven. In de laatste drie jaar van zijn leven zag ze Tito niet, de enige vorm van communicatie was een boeket bloemen van Tito voor haar verjaardag. Na de dood van Tito in mei 1980 kwam ze even terug in de publiciteit op zijn begrafenis. Ze was in groot verdriet. De staat noemde haar de weduwe van Tito omdat er geen scheiding bekend is.

## Na Tito's dood
Nog geen drie maanden na Tito's dood werd ze overvallen in haar huis aan Užička 15 op 27 juli 1980. Ze werd gedwongen te verhuizen en werd onder huisarrest geplaatst. Haar jongere zus Nada, aanwezig destijds, werd bedreigd met de dood als ze vertelde wie ze had gezien. Na deze gebeurtenis is Jovanka niet meer in het publieke leven verschenen. Ze geeft nauwelijks interviews en kwam slechts enkele malen in het nieuws. In een interview uit 2003 vertelde ze dat Stane Dolanc en generaal Nikola Ljubičić zich tegen haar keerden, beide mannen hadden in de jaren 70 grote invloed op Tito. In enkele persberichten werd beschreven dat zij in relatieve armoede leefde onder slechte omstandigheden.
In augustus 2013 werd zij opgenomen in een ziekenhuis in Belgrado, waar ze enkele maanden later op 88-jarige leeftijd overleed.

## Trivia
De makers van de Britse science-fictie tv-serie Doctor Who vernoemde een personage naar haar, namelijk Tegan Jovanka.